# 田炯錦
田炯錦（1899年—1977年3月30日），字云青，甘肃庆阳人，中华民国政治人物。

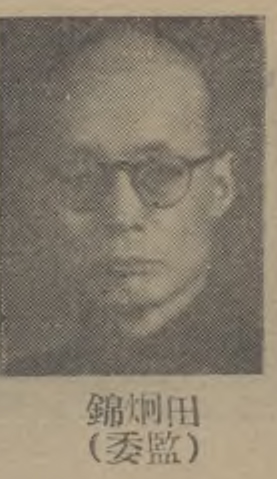
田氏肖像

## 生平
田炯錦生於1899年。后考入北京大学。曾經參加過五四运动。1923年毕业於北京大学哲学系。1925年赴美国留学，先后入华盛顿大学、密苏里大学、伊利诺伊大学学习政法，获伊利诺伊大学硕士及博士学位。1930年回国，任国立东北大学教授。1931年2月，任国民政府监察院监察委员。1936年1月，任甘肃省教育厅厅长，西安事变后，代理陕西省政府主席。 1938年，复任监察委员。还曾任甘肃学院院长。1946年11月，当选制宪国民大会代表，并被选为主席团成员。还曾任陕甘监察使。1948年7月13日，任中華民國考選部部長。
1949年赴台湾。初任行政院政务委员兼蒙藏委员会委员长（1951年任蒙藏委员会委员长），后改任中华民国内政部部长。1960年再度主持蒙藏委员会。 1963年，专任行政院政务委员，同期曾主持台北市改制专案小组、法规整理委员会。1971年调任司法院大法官，旋升为司法院院长。1976年，当选中国国民党中央议评委员会主席团主席，兼任行政院光复大陆设计委员会委员。他还任教於私立昆山工专（现昆山科技大学）及昆山中学，任董事长。
1977年，病逝於台北市 ，享年79歲。
2010年，田炯錦紀念館在崑山科技大學圖書資訊館6F正式落成啟用。

## 著作
- 《五权宪法与三权宪法》
- 《宪法论集》